# Wanderer W25K
La Wanderer W25K è un'autovettura di fascia medio-alta prodotta dalla Casa tedesca Wanderer dal 1936 al 1938.

## Caratteristiche

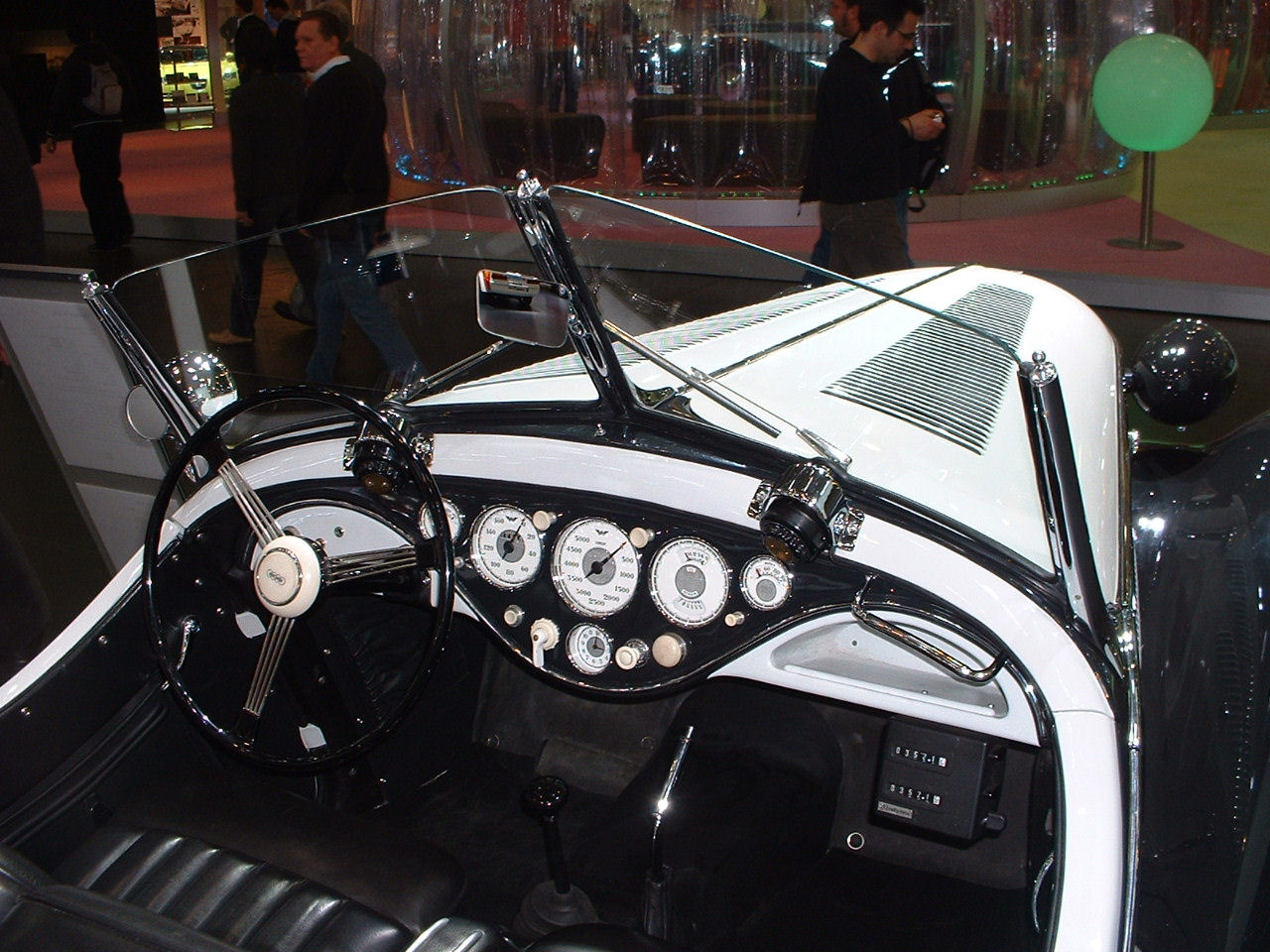
Interni

Obiettivo della W25K fu quello di proporre un modello dalle caratteristiche sportive, tanto dal punto di vista stilistico, quanto soprattutto da quello prestazionale. Su di un telaio a longheroni e traverse in acciaio, con passo di 2.65 metri, venne montata una carrozzeria roadster dalla linea di cintura molto bassa e che, anzi, scendeva ulteriormente in corrispondenza delle due portiere per rendere ancora più scattante la linea. Il "cuore" della vettura fu un'evoluzione del 6 cilindri in linea da 2 litri già montato sulla W40 e su altri modelli della Casa. Tale propulsore, progettato anni prima da Ferdinand Porsche, era caratterizzato da una cilindrata di 1950 cm³, mentre lo schema della distribuzione era a valvole in testa con asse a camme laterale. L'aspetto che caratterizzava e rendeva molto più performante il propulsore della W25K rispetto agli altri 2 litri di origine Porsche montati nelle vetture della casa di Chemnitz stava nel fatto che per la prima (ed unica) volta nella storia della Wanderer venne utilizzato un motore sovralimentato, in questo caso con un compressore volumetrico Roots, da cui la lettera K alla fine della denominazione (K è l'iniziale di Kompressor). Grazie a tale soluzione la potenza massima divenne più che doppia: dai 40 CV del motore originario, passò a ben 85 CV. La potenza venne trasmessa alle ruote posteriori mediante un cambio manuale a 4 marce senza sincronizzazione su alcun rapporto. Cambio e motore furono interfacciati fra loro mediante una frizione bidisco. Quanto allo schema di sospensioni, la W25K montava un avantreno a ruote indipendenti ed un retrotreno ad assale rigido flottante. Proposta anche con carrozzeria cabriolet a 2 posti, la W25K raggiungeva una velocità massima di 145 km/h.
Nel corso dei suoi due anni di carriera commerciale, la W25K ebbe come rivale di riferimento praticamente solo la ben più celebre BMW 328. Della roadster sassone vennero prodotti in totale 258 esemplari. Di questi, un piccolo lotto finale fu equipaggiato con un 2 litri senza compressore, cosicché la denominazione divenne semplicemente W25 e le prestazioni calarono sensibilmente: potenza massima di 40 CV e velocità massima di 100 km/h.